# Fumagilina
La fumagilina es un antibiótico usado en la lucha contra Nosema apis, microsporidio que causa infecciones en las abejas melíferas, enfermedad llamada Nosemosis o Nosematosis. Algunos estudios fundan su eficiencia sobre hongos parásitos que atacan a animales, incluyendo Myxobolus cerebralis, un importante parásito de peces. Es un antibiótico aprobado por la mayoría de los países, siendo clasificado como muy efectivo.
Sin embargo, en algunos países está prohibido su uso por ser un contaminate no aceptable de la miel, por ejemplo en Chile (ver www.sag.cl )a pesar de que en chile esta totalmente diseminada la Nosemosis.

## Fumagilina en el tratamiento humano
El Dr. Jean-Michel Molina, del Hospital Pitié-Salpêtrière en París y colegas, publicaron en la edición del 20 de junio de 2002 de la revista New England Journal of Medicine que el antibiótico fungicida fumagilina (Fumidil B) puede tratar con eficacia la microsporidiosis ocasionada por el parásito Enterocytozoon bieneusi en personas con disfunción inmunitaria. La microsporidiosis es una infección intestinal caracterizada por diarrea crónica, hipoabsorción y desgaste.
La fumagilina es la primera terapia que destruye con eficacia al parásito. Entre los participantes del estudio se incluyó a diez personas con sida y a dos receptores de trasplantes de órganos (a los que se administró tratamiento para suprimir la función inmunitaria y prevenir el rechazo del órgano). La mitad recibió fumagilina y la otra mitad placebo. Después de dos semanas, los seis pacientes que tomaron fumagilina consiguieron eliminar el parásito, mientras que ningún participante del grupo de placebo lo eliminó; en ese momento, todos pasaron a tomar fumagilina con etiquetas a la vista y todos eliminaron el parásito. Tres de los participantes sufrieron toxicidad de la médula espinal y presentaron escasez de glóbulos rojos; dos, volvieron a recaer más adelante.

## Historia de la fumagilina
Willie Baumgartner, dueño de Medivet, explicó que Fumagillin fue patentado originalmente por Upjohn, una compañía farmacéutica, en 1953. En las acometidas para encontrar los antibióticos nuevos para substituir la penicilina para los seres humanos, muchos antibióticos fueron desarrollados y probados. La Fumagilina, por no tener ningún potencial obvio para los seres humanos, fue olvidada, y Upjohn la guardó. Los laboratorios Abbott, en 1957, patentaron el producto Fumidil B® para el tratamiento de Nosema apis en abejas. Al mismo tiempo, una compañía húngara llamada Chinoin, infringido el derecho de la Fumagilina, comenzó su comercialización en Europa del este. Puesto que la Fumagilina era un producto de menor importancia en la gama enorme de productos farmacéuticos de Abbott, encontraron más conveniente utilizar Chinoin, cuya fuente es la Fumagilina, que denunciar una infracción de patente.